# Ruffian
Ruffian is een computerspel dat werd ontwikkeld door Moonstruck en uitgegeven door Explosive-Software. De programmeur was Robert Tomlinson. Het spel kwam in 1994 uit voor de Commodore Amiga. Het spel is een multi directioneel scrollend platformspel. Het spel kent 17 levels. Het spel lijkt op Rainbow Islands, maar de levels zijn beduidend langer.

## Ontvangst
| Beoordeeld door   | Datum      | Score |
| ----------------- | ---------- | ----- |
| CU Amiga Magazine | april 1995 | 83%   |
| Amiga Joker       | mei 1995   | 71%   |
| Amiga Format      | mei 1995   | 50%   |
| Amiga Games       | juni 1995  | 46%   |
| Amiga Computing   | mei 1995   | 40%   |